# Odredište Tuson
Odredište Tuson je epizoda serijala Kit Teler (Mali rendžer) obјavljena u Lunov magnus stripu #1023. Sveska je u Srbiji objavljena 17. oktobra 2023. Koštala je 330 dinara (2,8 €, 3 $). Epizoda je imala 96 strana. Izdavač јe bio Golkonda iz Beograda. Tiraž ove sveske bio je 3.000 primeraka.

## Originalna epizoda
Ova epizoda objavljena je premijerno u Italiji u julu 1975. kao broj 140 pod nazivom Destinazione Tucson. Koštala 350 lira 

## Kratak sadržaj
Prvi deo ove sveske (str. 3-52) je poslednji nastavak epizode započete u LMS-1016 i 1017, dok je drugi deo pod nazivom "Kovčeg za Kita Telera" (str. 53-98) rezervisan za početak nove epizode koja će se nastaviti u nekom od narednih brojeva LMS. (Radi se o epizodi koja je objavljena ranije u LMS 302-303. Pogledati sledeći odeljak.)
Nastavak epizode Operacija sudar (Tunel smrti) Pošto je Leteći Holanđanin uništen nakon čeonog sudara, mašinovođa Tedi predlaže da od ostataka i delova sare lokomotive napravi novu lokomotivu koja će se zvati Leteći Škotlanđanin. Na putu do Tusona sreću Kena koji je pobegao od Indijanaca. Kit mu ne veruje, ali prekasno otkriva njegov pokušaj sabotaže. Kit predlaže da sada razapnu jedra i krenu na vetar. Nakon što pređu još jednu zasedu na pruzi, „voz“ stiže u Tuson gde je organizovan svečani doček. Džuliju van Holt otkriva da iza svih sabotaža stoje ljudi iz drugih železničkih korporacija koji su u njemu videli konkurenciju.
Epizoda "Kovčeg za Kita Telera" opisan je u odrednici Dvoboj u podne.

## Prvo pojavljivanje ove epizode u LMS 1978. godine
Prvi deo ove sveske se pojavio prvi put u LMS-299 Operacija sudar, a drugi deo u okviru LMS-302 Dvoboj u podne.

## Prethodna i naredna sveska LMS
Prethodna sveska LMS nosila je naziv Izgubljena dolina (LMS#1022), a naredna Sigmundova tajna (#1024).